# Wrotki (sprzęt sportowy)

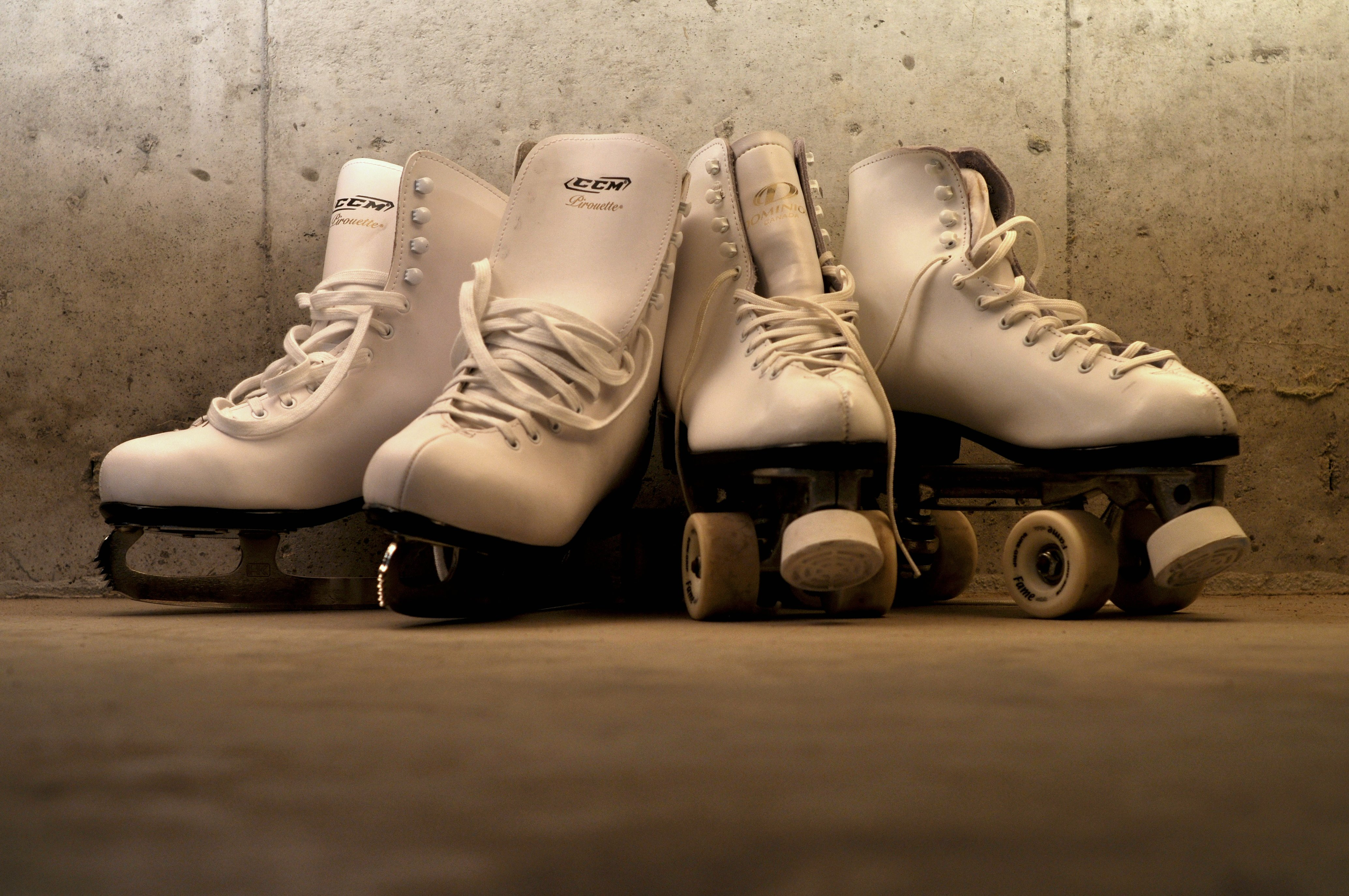
wrotki i łyżwy

Wrotki – sprzęt sportowy i rekreacyjny, mający postać kółek mocowanych do butów w sposób trwały lub doczepianych. Są one pokrewne łyżworolkom, od których różnią się ułożeniem kółek: wrotki są dwuśladowe, gdy łyżworolki jednośladowe. 

## Historia
Koncepcja umieszczania kółek pod butami sięga co najmniej początku XVIII wieku. Od początku były to próby imitacji jazdy na łyżwach w warunkach braku lodu, do celów rekreacyjnych bądź przedstawień teatralnych. Był to więc sprzęt jednośladowy, będący wczesną formą łyżworolek. Kolejne modele nie zdobywały jednak szerszej popularności, ze względu na trudności z hamowaniem i skręcaniem. 
Dopiero w 1863 roku James Plimpton z Medford w stanie Massachusetts odszedł od jednośladowości projektując dwie pary równoległych kółek na wózkach przymocowywanych do buta, czyli pierwsze wrotki. Wynalazek się przyjął rozpoczynając pierwszą w historii wrotkarską manię, jaka najpierw opanowała wschodnie Stany Zjednoczone, a później dotarła do Europy. Ze względu na bardziej komfortowe stroje noszone przez kobiety do jazdy, z czasem wrotki stały się też jednym z symboli emancypacji kobiet.
Z czasem konstrukcję wrotek udoskonalano. Powstały pierwsze hale wrotkarskie, wprowadzono masową produkcję. W 1876 roku pojawiły się pierwsze wrotki z hamulcem. Wkrótce zaczęto eksperymentować z gumowymi, a nawet plastikowymi kółkami, jednak sporą zmianę przyniosło dopiero wprowadzenie poliuretanu w 1979 roku.
Wkrótce po wynalezieniu wrotek zaczęto wymyślać różne zawody sportowe z ich wykorzystaniem. Pierwszy mecz hokeja na wrotkach odnotowano w Londynie w 1878 roku. Pod koniec XIX wieku popularność zdobyły wyścigi wrotkarskie, a nieco później także taniec na wrotkach i wrotkarstwo figurowe. W efekcie, w 1924 roku powołano Międzynarodową Federację Sportów Wrotkarskich.
Wymyślone w Chicago w 1935 roku roller derby jest najstarszym sportem wrotkarskim uprawianym zawodowo. Zaledwie dwa lata później odbyły się pierwsze mistrzostwa świata sportów wrotkarskich.
Wrotki chętnie zakładano na nogi do lat 70., jednak moda na nowoczesne łyżworolki doprowadziła do znaczącego spadku popularności tego sprzętu w dwóch ostatnich dekadach XX wieku. Dopiero odnowione zainteresowanie roller derby, unowocześniony design i moda retro przywróciły wrotki do łask w drugiej dekadzie XXI stulecia.

## Rodzaje wrotek
W zależności od przeznaczenia wrotki różnią się od siebie chociażby rodzajem buta czy wielkością i twardością kół. W związku z tym dzielą się na wrotki:
- do jazdy figurowej i synchronicznej
- do roller derby
- do jazdy typu disco
- rekreacyjne
- hokejowe (dwuśladowe)

Dawniej do jazdy typowo rekreacyjnej wykorzystywane były wrotki czterokołowe przypinane do butów. 
Na początku XX wieku wrotkarnie istniały w wielu miastach na terenie Polski: Warszawie, Wrocławiu, Katowicach

Rodzaje wrotek
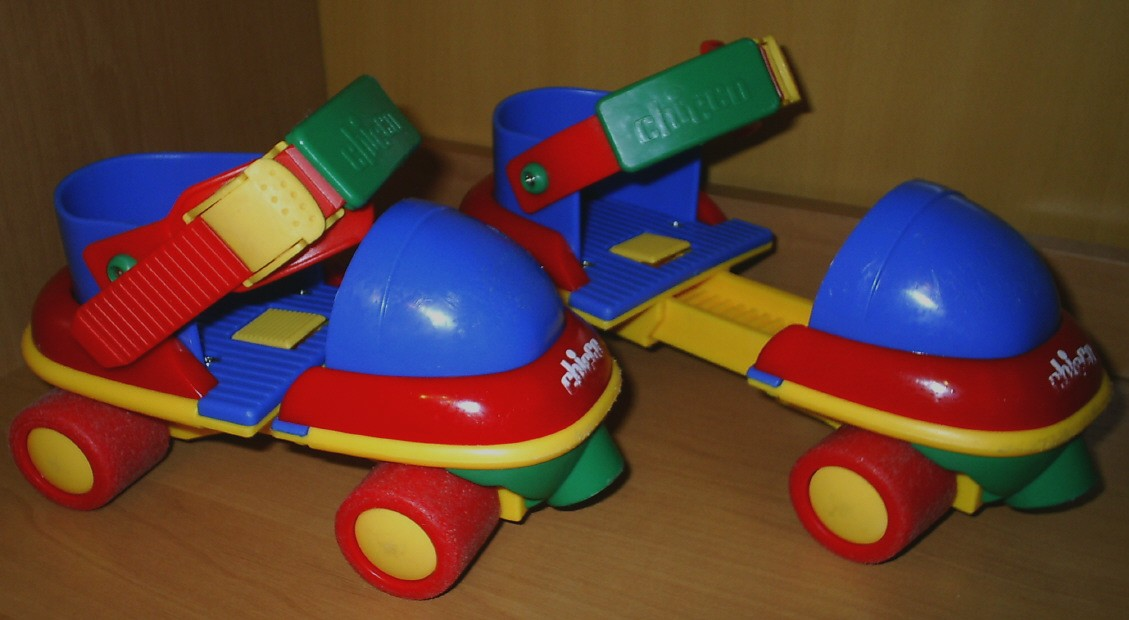
Wrotki dziecięce
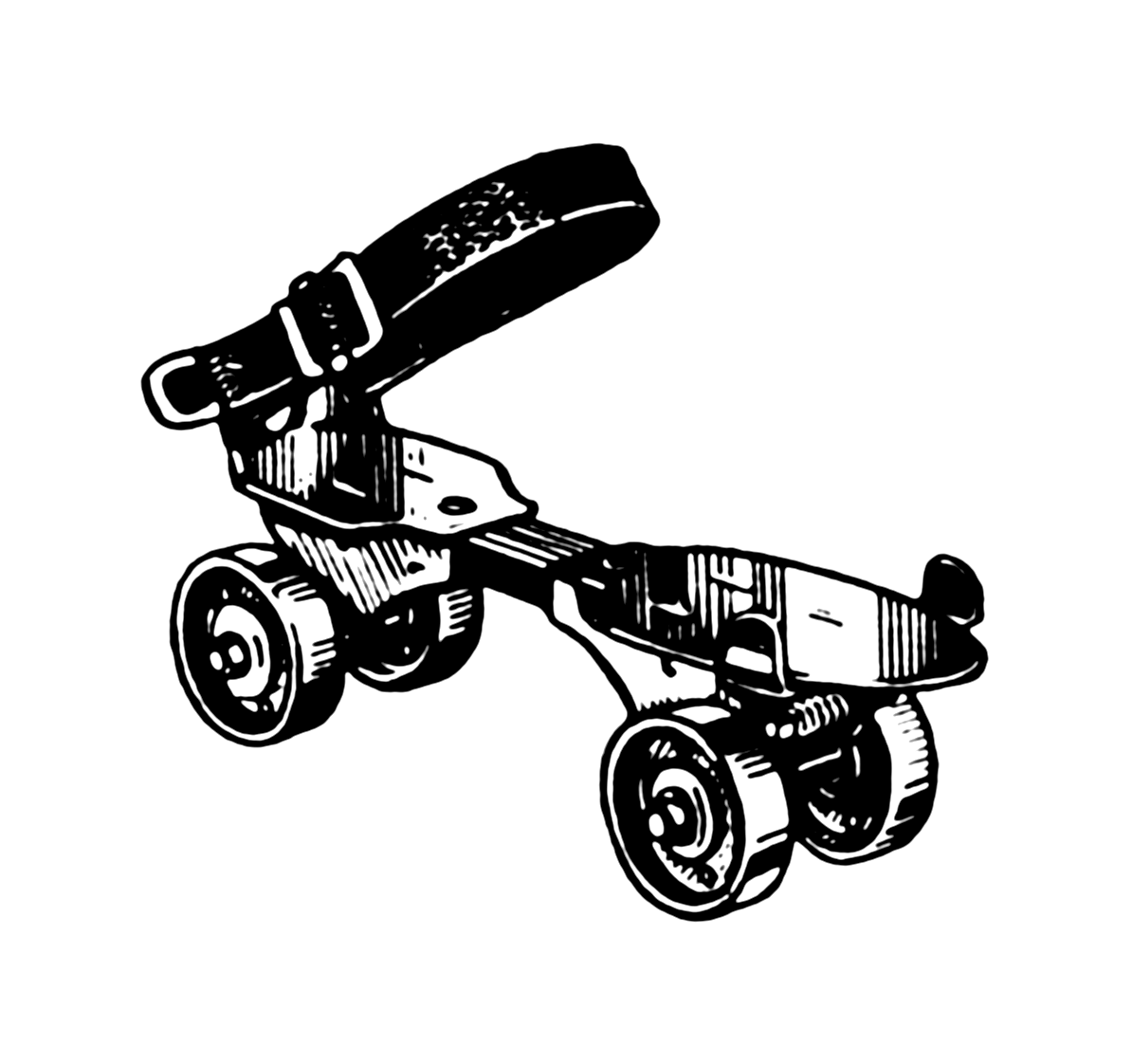
Wrotki amatorskie przypinane do buta
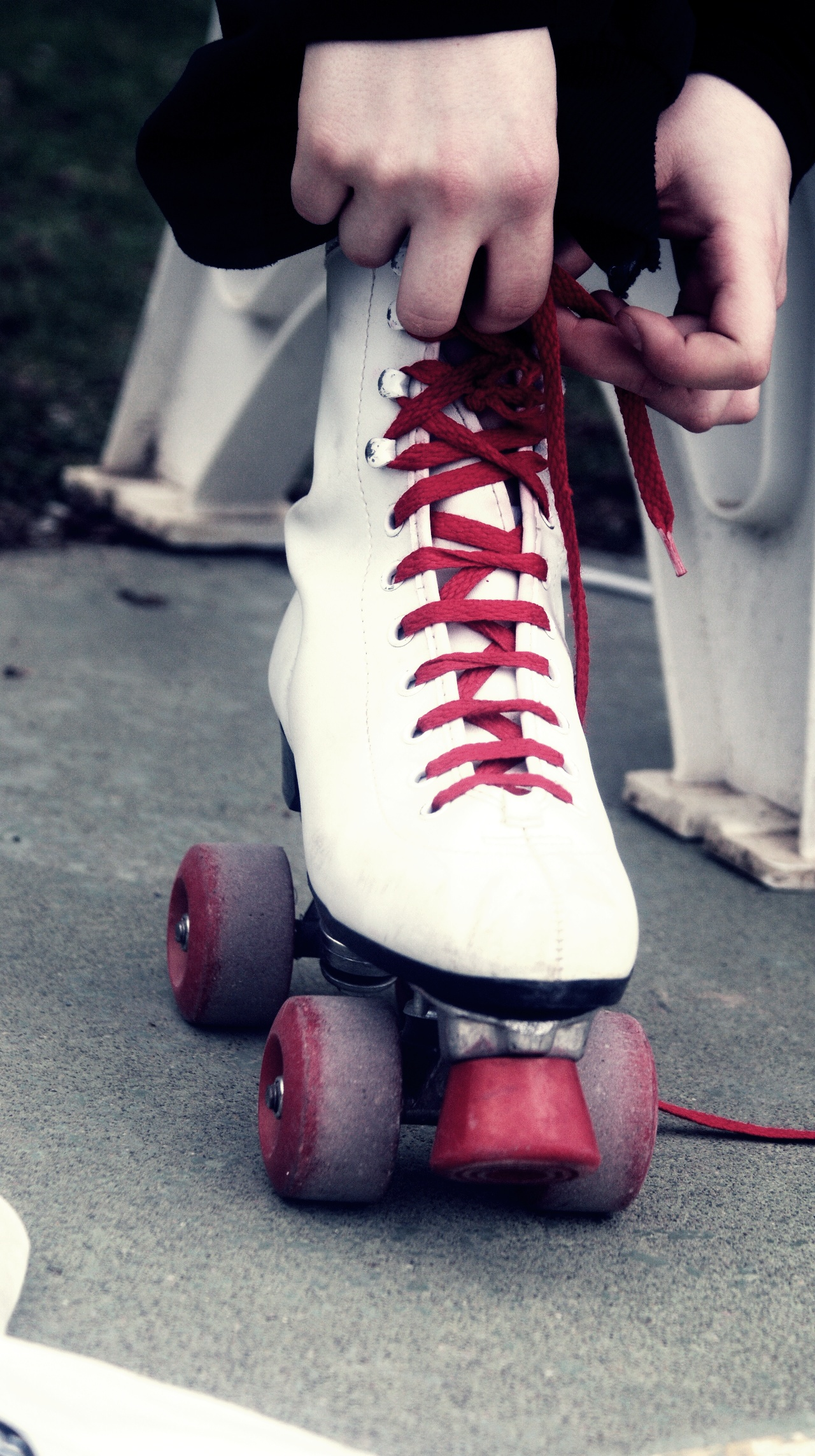
Wrotki amatorskie z butami
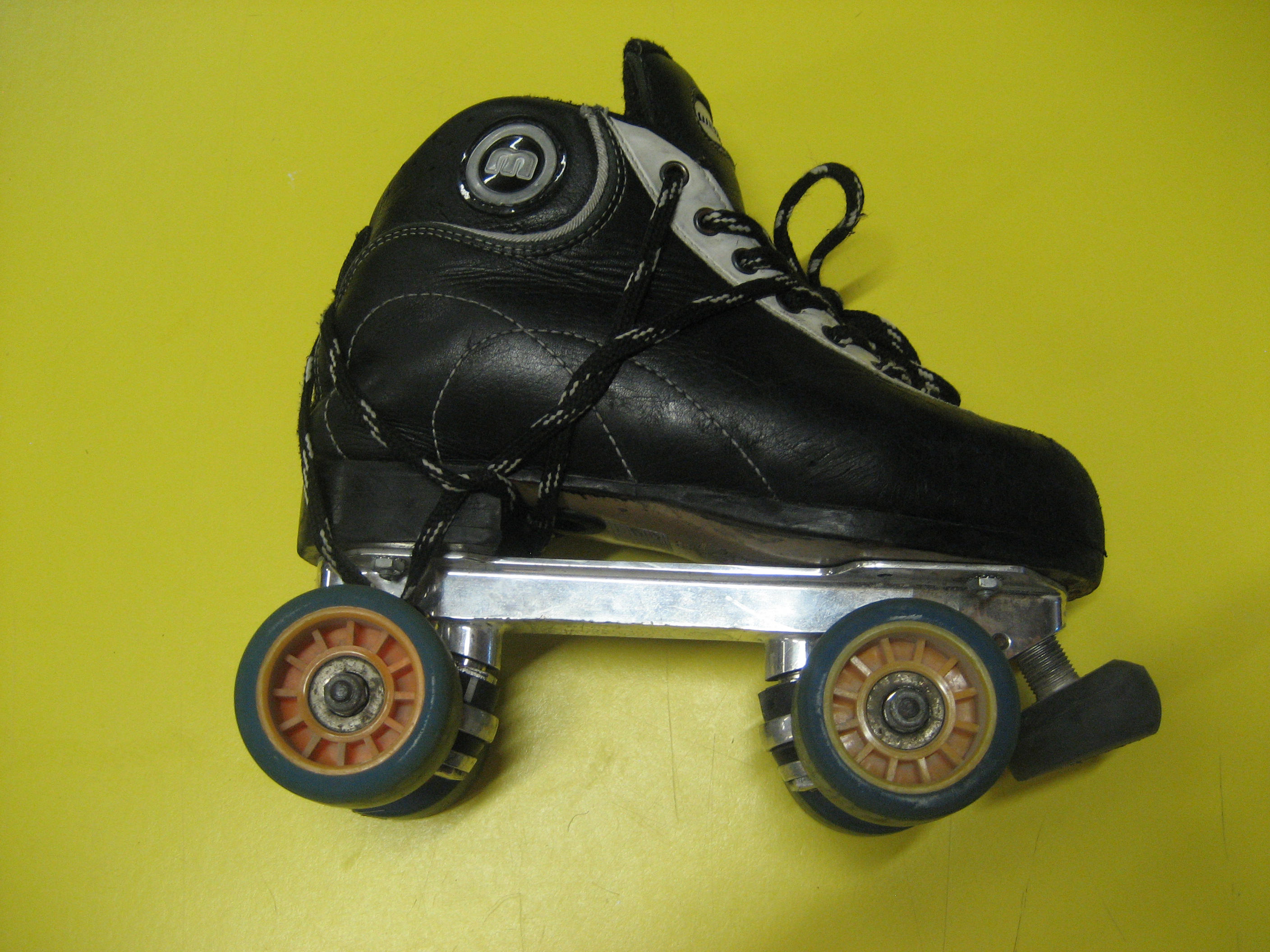
Wrotki hokejowe
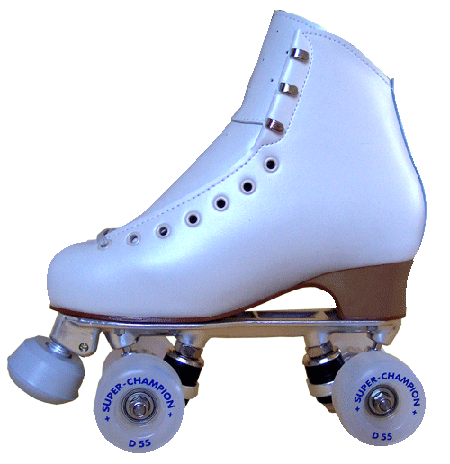
Wrotki figurowe
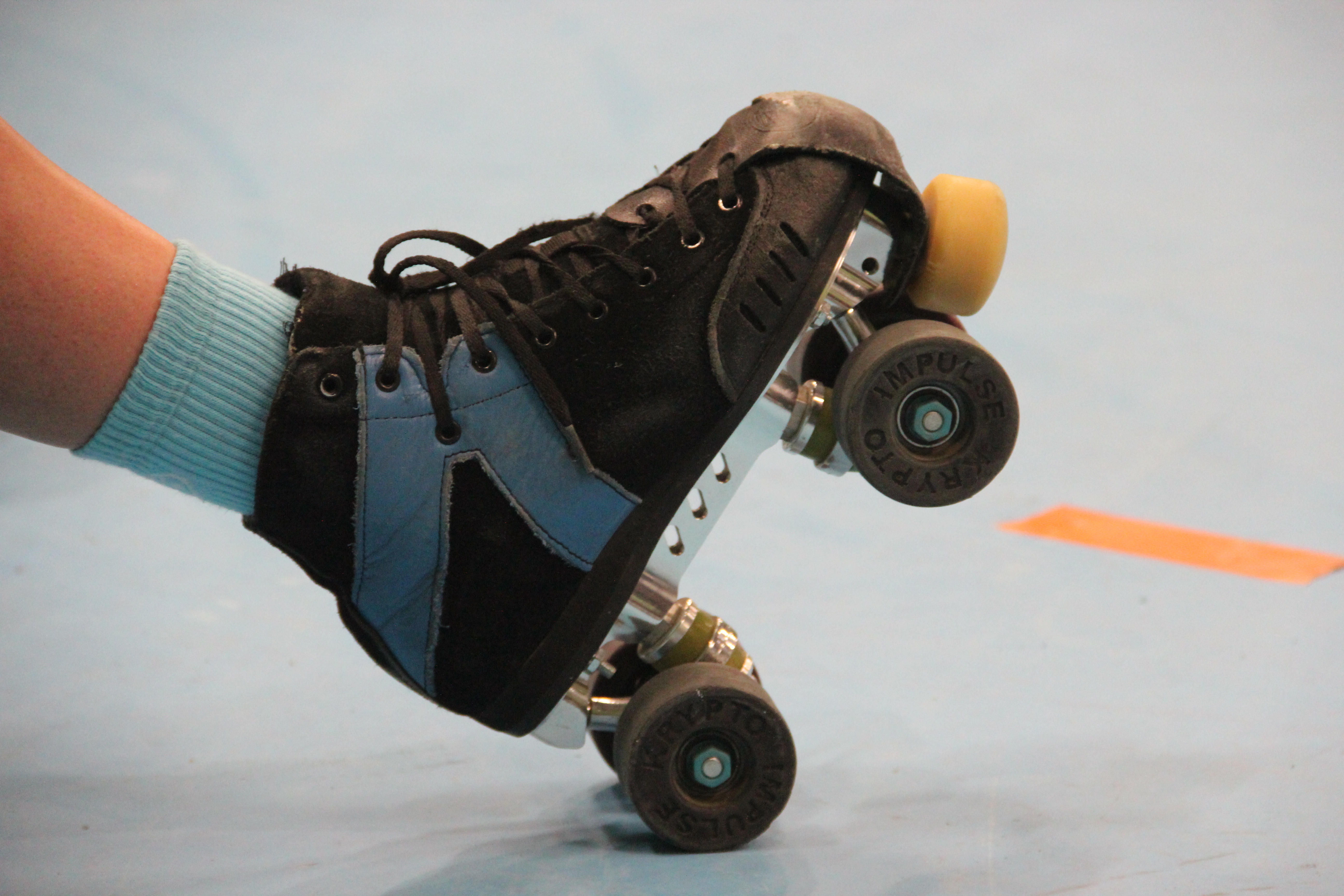
Wrotki do derby